# Friedrich Hatzenbühler
Friedrich Hatzenbühler (* 12. August 1942 in Kaiserslautern) ist ein deutscher Hörfunkredakteur.

## Karriere
Zunächst studierte Hatzenbühler die Fächer Sport und Germanistik auf Lehramt. Das Studium schloss er 1971 ab.
Ab 1964 war Hatzenbühler bereits als Leiter vom Dienst beim Saarländischen Rundfunk beschäftigt. Weitere Tätigkeiten waren Trickfilmer und Kameraassistent. 
1979 schließlich war er maßgeblich bei der Gründung des Radiosenders SR 3 Saarlandwelle beteiligt. Bei diesem Sender wurde er später leitender Redakteur und Abteilungsleiter.
In einzelnen Folgen der Sitcom Familie Heinz Becker hatte Hatzenbühler zudem kleinere Nebenrollen inne.
Seit 2019 steht er zudem als Theaterschauspieler auf der Bühne des Theater im Viertel in Saarbrücken.

## Publikationen
- zusammen mit Elmar Engel, Charly Lehnert: Deux fois la Sarre: la Sarre, une rivière et une ville au Canada, une rivière et un land au centre de l’Europe = Die Saar gibt’s zweimal: die Saar, ein Fluss und ein Land im Zentrum Europas, ein Fluss und eine Stadt in Kanada. Saarbrücken, 1988, ISBN 978-3-926320-14-8.